# Maytenus retusa
Maytenus retusa là một loài thực vật có hoa trong họ Dây gối. Loài này được (Poir.) Briq. mô tả khoa học đầu tiên năm 1919.